# اکویل
اکویل (به فرانسوی: Acheville) یک کمون در فرانسه است که در پا-دو-کاله واقع شده‌است.

## خصوصیات
اکویل ۳٫۰۴ کیلومترمربع مساحت و ۶۱۴ نفر جمعیت دارد و ۵۹ متر بالاتر از سطح دریا واقع شده‌است.